# Обсерватория Стамбульского университета
Обсерватория Стамбульского университета или Стамбульская университетская обсерватория научных исследований и прикладной центр - астрономическая обсерватория, открытая в 1936 году на кафедре астрономии и космических наук, созданный за 3 года до этого на факультете Естественных Наук Стамбульского университета. Обсерватория располагается в непосредственной близости от Башни Беязит. На крыше здания расположено 2 круглых вращающихся купола.

## Директора обсерватории
- 1990—1991 — Камуран Авджиоглу
- 1991—1997 — Дурсун Кочер
- 1997—2007 — Тюркер Озкан
- 2007—2009 — Хюсейин Ментеше
- с 2009 — Талат Сайгач

## Инструменты обсерватории
- Астрограф Цейсс (D = 30 см, F = 1.5 м, 1936 год)
- Солнечный рефрактор (D = 13 см, F = 2 м, 1945 год) - используется для зарисовок солнечных пятен на диске диаметром 25 см
- Хромосферный рефрактор с фильтром Лио (D = 12 см, F = 2.32 м, 1956 год)
- Кварцевые часы для контроля часовых механизмов телескопов
- MEADE LX200 12" (D = 30 см, F = 3 м)
- ПЗС-камера

## Рабочие группы
- Переменные звезды
- Многоцветовая фотометрия и галактическая структура
- Солнце
- Космология
- Атмосферы звезд
- Астрофизика высоких энергий